# Beslagsornamentik
Beslagsornamentik var ett i 1500-talets Nederländerna och Tyskland utbrett sätt att smycka trädetaljer som panelverk och kolonner, men även delar av byggnader som fasader, gavlar, utsprång m.m.
Ett beslagsornament består av oftast symmetriskt anordnade lister och inflätade band som genom det reliefartade utförandet ger intryck av att vara påspikade.